# 申嘉言
申嘉言（？—？），號天俞，山西平阳府洪洞縣军籍。

## 生平
天啓四年（1624年）甲子科山西乡试举人，天啓五年（1625年）联捷乙丑科進士，授通许县知县，补完县，擢兵科给事中，以疾归。闯贼之变，口骂不绝而死。著有《兵垣谏草》。

## 家族
父申时正，封文林郎通许县知县。